# I Didn't Know
I Didn't Know är en låt framförd av sångaren Serhat. 
Låten var San Marinos bidrag till Eurovision Song Contest 2016 i Stockholm. Den framfördes i den första semifinalen i Globen den 10 maj 2016 där den fick 68 poäng och hamnade på plats 12 av 18, vilket innebar att den inte gick vidare till final.

## Komposition och utgivning
Låtens musik är komponerad av Olcayto Ahmet Tuğsuz medan texten är skriven av Nektarios Tyrakis.
En officiell musikvideo till låten släpptes den 9 mars 2016. Videon regisserades av Manfred T. Mugler.